# Loyd Carrier
Loyd Carrier – ciągnik artyleryjski i transporter gąsienicowy konstrukcji brytyjskiej z okresu II wojny światowej.

## Historia
Niedługo przed wybuchem II wojny światowej Vivian Loyd, były współpracownik inż. Cardena (skonstruowali razem tankietkę Carden-Loyd), odszedł z koncernu Vickers i przedstawił armii brytyjskiej własną koncepcję lekkiego, taniego, wielozadaniowego pojazdu gąsienicowego. Otrzymał on akceptację swojego pomysłu i odpowiedni kontrakt. Zbudowany prototyp został poddany testom w sierpniu 1939. Przeszedł je pozytywnie i został przyjęty do uzbrojenia. Konstrukcja nowego pojazdu była ukierunkowana na maksymalne obniżenie kosztów i uproszczenie produkcji. Została w niej zastosowana rama samochodu ciężarowego Ford o nośności 2 ton wraz z silnikiem, skrzynią biegów i tylnym mostem. Zostały one w pojeździe ustawione odwrotnie – silnik z tyłu, a most napędowy z przodu. Wykorzystano też elementy układu jezdnego (zawieszenie, koła jezdne, gąsienice) z transportera opancerzonego Universal Carrier. Odkryte nadwozie zamontowano na ramie z kształtowników i pokryto cienkimi (do 6 mm) metalowymi blachami. Produkcja seryjna ruszyła w lutym 1940, w zakładach Vivian Loyd & Co oraz licencyjna w kilku innych firmach, przede wszystkim Ford i Wolseley.

## Odmiany pojazdu
- Tracked Personnel Carrier (TPC) – transporter do przewozu ludzi i ładunków. Bez specjalnego wyposażenia. Wyprodukowano ponad 1500 pojazdów.
- Carrier Tracked Towing (CTT) – ciągnik artyleryjski do holowania dział przeciwpancernych kal. 40 mm (2 pdr), a później 57 mm (6 pdr) oraz przewożenia obsługi. Wyposażony w specjalny zaczep holowniczy. Zbudowano też odmianę przystosowaną do przewozu moździerza kal. 101,6 mm, a także odmiany dla dowódców sekcji. Była to najliczniejsza odmiana – zbudowano ponad 15 000 wozów.
- Carrier Tracked Cable Layer Mechanical (CTCLM) – mechaniczny układacz kabla telefonicznego. Zbudowano ok. 300 pojazdów.
- Carrier Tracked Starting and Charging (CTSC) – wóz pomocy technicznej dla oddziałów pancernych. Zbudowano ok. 2000 pojazdów.

Ponadto transportery Loyd mogły występować w różnych odmianach w zależności od zastosowanego silnika, hamulców itp.:
- No 1 – z brytyjskim silnikiem Ford UK-79E-6004 o mocy 85 KM.
- No 2 – z amerykańskim silnikiem Ford EGAE lub EGAEA.
- Mk I – z hamulcami systemu Bendix.
- Mk II – z hamulcami Girling.

## Służba

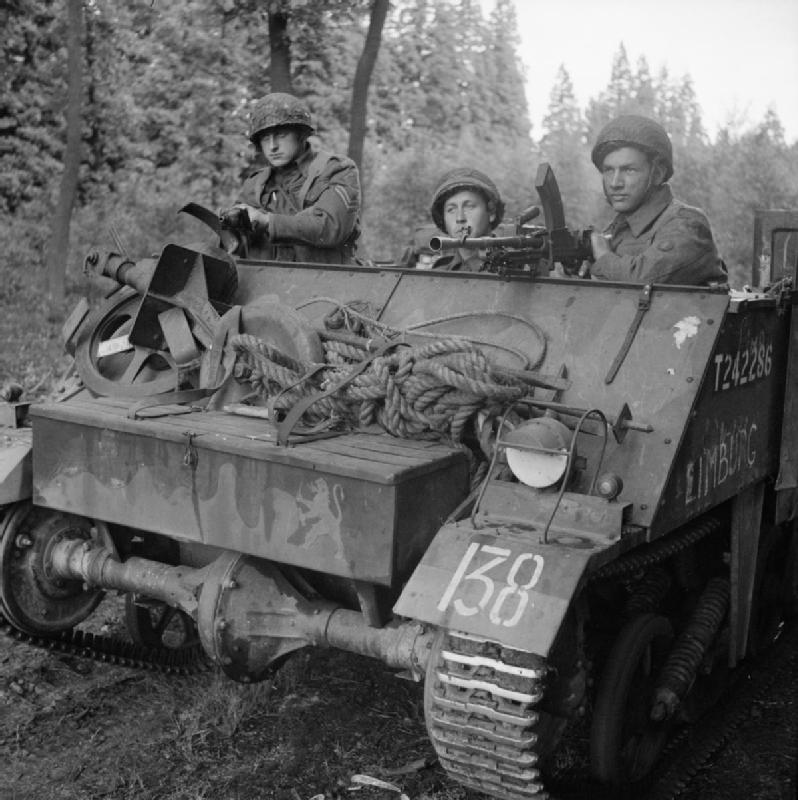
Loyd Carrier, 1944

Nowe pojazdy trafiły do uzbrojenia wojsk w drugiej połowie 1940. Początkowo do oddziałów stacjonujących w Wielkiej Brytanii, a później na innych teatrach działań wojennych. Oryginalna konstrukcja wozu nie dawała załodze żadnej ochrony i ich użycie było na początku ograniczone do stref położonych poza zasięgiem ognia przeciwnika. Skonstruowano następnie zestaw płyt pancernych o grubości 7 mm, nakładanych z przodu i boków pojazdu.
Transportery Loyd Carrier były także w uzbrojeniu Polskich Sił Zbrojnych na Zachodzie. Były to wozy CTSC w pułkach pancernych, a także CTT w pododdziałach wsparcia piechoty. 
Transportery Loyd po wojnie znalazły się w uzbrojeniu wielu armii zachodnich. Były tam eksploatowane do lat 60. XX wieku.